# Gräberfeld von Blodheia

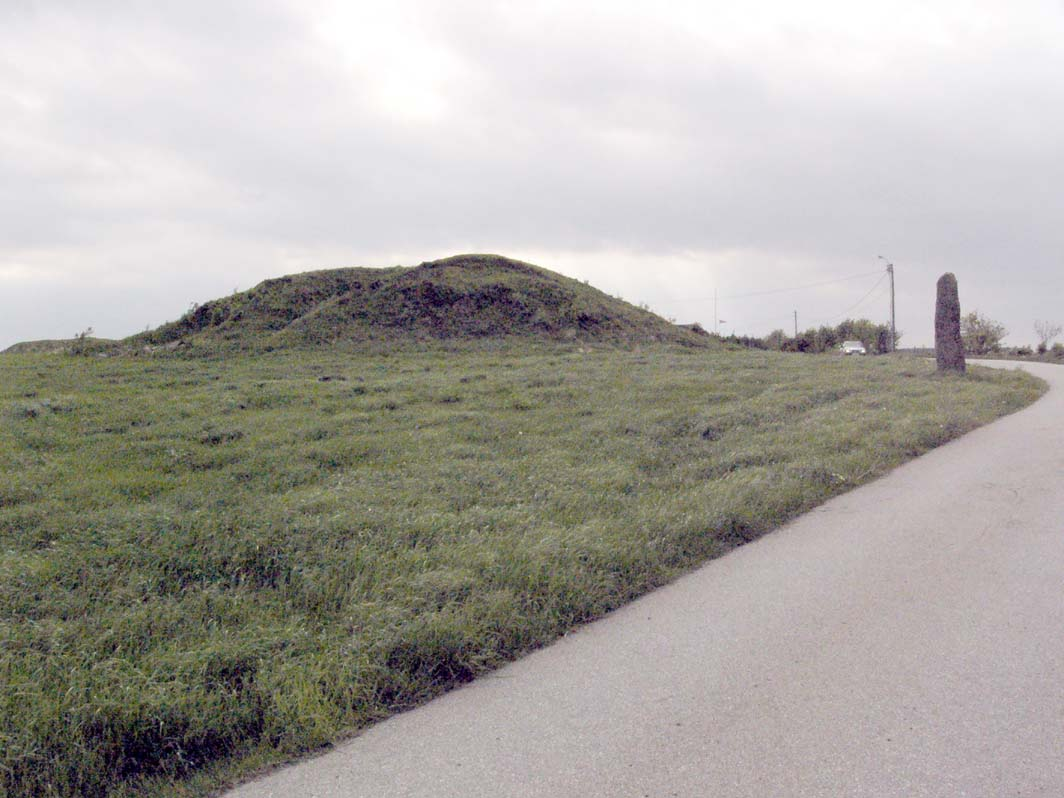
Der „Prinsehaugen“ mit dem Bautastein

Das Gräberfeld von Blodheia (auch Bloheia oder Reheia genannt) ist ein Gräberfeld etwa einen Kilometer nördlich der Avaldsnes-Kirche auf Karmøy in der Fylke Rogaland in Norwegen.
Das Gräberfeld ist größtenteils bebaut und die meisten Grabhügel sind verschwunden. 1842 gab es noch 40 bis 50 Grabhügel und rechteckige Steinsetzungen. Einige davon wurden im 19. Jahrhundert untersucht und konnten in die Eisenzeit datiert werden. An der Rückseite der Heidefläche liegen die Reste von 7 bis 9 großen Grabhügeln, die im frühen 19. Jahrhundert geöffnet und zerstört wurden. Die beiden östlichen wurden über Särgen aus älterer Bronzezeit errichtet. Zwischen den beiden Hügeln steht ein 3,5 Meter hoher Bautastein. Das Grabfeld wurde restauriert und gesichert.